# Das neue Buch Genesis
Das neue Buch Genesis (Originaltitel: Genesis) ist ein Science-Fiction-Roman des neuseeländischen Schriftstellers Bernard Beckett. Erzählt wird die Geschichte der jungen Anaximander, die durch ein Referat über ihren Kindheitshelden Adam Forde in eine dunkle Geschichte und in die Geheimnisse ihrer totalitären Welt taucht. Dabei werden Themen wie Philosophie, Gesellschaft, Bewusstsein und Technologie behandelt, sowie die Frage, ob nur der Mensch allein eine Seele besitzen kann und was es überhaupt bedeutet, „Mensch“ zu sein.
Das neue Buch Genesis erschien 2006 beim Verlag Houghton Mifflin Harcourt in englischer Sprache und 2009 beim Loewe Verlag in deutscher Übersetzung. Es wurde von Christine Gallus ins Deutsche übersetzt. Das neue Buch Genesis wurde in 22 Ländern weltweit veröffentlicht.
Das Buch wurde unter anderem mit dem Esther Glen Award (2007), dem New Zealand Post Book Award for Children and Young Adults (2007) und dem Prix Sorcières (2010) ausgezeichnet. In der Presse wurde das Buch als
»außergewöhnlicher Roman für junge Erwachsene« (The Guardian) bezeichnet, welches »durch philosophischen, gesellschaftskritischen und beinahe nostradamischen Züge fesselt« (Booknerds) und insgesamt »ein echtes Lesevergnügen darstellt« (Neue Zürcher Zeitung).

## Inhalt
Die Geschichte spielt um 2070 in der „Republik“, einer komplett isolierten und von der Außenwelt abgeschotteten Insel im Pazifischen Ozean. Die junge Anaximander steht kurz vor der Zulassungsprüfung der „Akademie“. Die Akademie ist die höchste elitäre Regierungsinstitution, die das Land und das Leben der Einwohner sehr beeinflusst.
Nun muss sie sich der Kommission in einer fünfstündigen Prüfung beweisen. Drei Jahre lang hatte sie zusammen mit ihrem Tutor Perikles ihr Prüfungsthema studiert: Das Leben des Adam Forde. Dieser ist nicht nur Anaximanders Kindheitsheld, sondern auch der Mann, dessen Rebellion die Geschichte der Republik geprägt hatte.
Aufgrund der immer wachsenden Weltmächte und dem Verlangen nach Demokratie brach 2050 der 3. Weltkrieg aus, dem nur die Republik allein entkommen konnte. Die Republik lehnt aus Angst vor der weltweit ausgebrochenen Pest, jegliche Störenfriede und Fremde ab und hindert sie gewaltsam am Eindringen auf die Insel. Das totalitäre Regime der Republik basiert auf der Ideenlehre Platons. Laut dessen Philosophie ist das unkritische Streben der Menschheit nach Entwicklung und Veränderung für die weltweite Katastrophe verantwortlich, weswegen das Unterbinden jeglichen Wandels und Individualität zur Staatsdoktrin erhoben wurde.
Adam Forde war Grenzwächter auf der Republik, der trotz des strengen Verbotes eines Tages eine fremde Frau aus dem Meer gerettet hatte. Nachdem er sie in einer Höhle versteckt und versorgt hatte, bekam die Regierung von dem Gesetzesverstoß mit und verurteilte Adam Forde zu lebenslanger Haft. Dieser wurde zusammen mit dem Roboter „Art“ eingesperrt, einer künstlichen Intelligenz, die allein aus Interaktionen mit ihrer Umgebung dazulernt und sich dadurch selbst weiterprogrammiert.
Anfangs zeigt Adam Forde sich Art gegenüber sehr skeptisch. In vielen Interaktionen und Diskussionen versucht Art ihn zu überzeugen, dass er als Roboter ein eigenes Bewusstsein besitzt und ein selbstdenkendes Wesen ist. In ihren Gesprächen diskutieren sie insbesondere darüber, was es heißt, zu denken und zu existieren.
Im Gespräch mit den Prüfern hatte sich Anaximander insbesondere auf die Dialoge zwischen Adam Forde und Art spezialisiert und vertritt ihre These, dass Adam Forde die fremde Frau aus Mitgefühl gerettet hätte. Im weiteren Verlauf der Prüfung wird Anaximander die wahre Geschichte der Republik und welche Rolle Adam Forde und Art dabei gespielt haben, offenbart.
Am Ende erfahren Anaximander und die Prüfer durch ein noch nie zuvor gesehenes Hologramm, dass die künstliche Intelligenz Art nach freiem Willen handelt, mit dem Ziel, sich so oft wie möglich zu duplizieren. In diesem freien Willen repliziert sich Art nicht nur, sondern tötet auch Adam Forde. Durch das Hologramm wird ebenfalls eröffnet, dass Anaximander, Perikles, sowie die Kommissionsprüfer alle Replikationen von Art sind. Die Prüfer erklären daraufhin, dass die Akademie nie Prüflinge aufnimmt. Stattdessen ist die Prüfung ein Kontrollmittel der Regierung über den Virus von Art. Dieser Virus ist in allen Replikationen von Art zu finden und macht sich durch ein besonderes Interesse für Adam Forde bemerkbar. Der Virus, den demzufolge auch Anaximander, Pericles und die Prüfer in sich tragen, ermöglicht es, das Ausmaß des freien Willens zu verstehen.
Im letzten Abschnitt stürzt Pericles mit der Absicht, Kontrolle über den Virus zu erlangen, ins Prüfungszimmer und bricht Anaximander den Hals, um sie von dem Virus zu befreien.

## Figuren

### Hauptfiguren
Anaximander
Anaximander hatte sich schon im Kindesalter für Adam Forde interessiert. Aus einem ihr unbekannten Grund, hat sie stets eine gewisse Sympathie für Adam Forde empfunden und hatte das Gefühl, das mehr hinter der Geschichte steckt, als ihr bekannt war. Sie ist sehr ehrgeizig, intelligent und hochmotiviert Mitglied der Akademie zu werden. Dabei drückt sie sich bewusst und bedacht aus. Während der Prüfung äußert sie sich möglichst neutral und versucht, ihre persönliche Meinung nicht preiszugeben.
Adam Forde
2058 wurde Adam Forde in die Klasse der Philosophen geboren. In der Schule fiel er durch herausragende Leistungen, besonders in Mathematik und Logik, auf. Er war hellblond und gut aussehend und durch seine Leidenschaft für das Ringen auch sehr muskulös gebaut. Nachdem er mehrmals in seiner Ausbildung verwarnt wurde, da er verbotenerweise sexuelle Kontakte pflegte, wurde er als Wächter an der Südküste der Nordinsel eingesetzt. Er geht stets von seiner eigenen Überlegenheit aus und behandelt seine Mitmenschen mit wenig Respekt.
Art
Die künstliche Intelligenz Art ist ein kniehoher Roboter, der von dem Philosophen William erschaffen wurde. Er als dritte Version seiner Art ist aus Metall gebaut, hat jeweils drei Finger, Schläuche als Arme, rote Haare und das Gesicht eines Orang-Utans. Art ist sehr darauf bedacht, möglichst viel mit Adam zu sprechen, da er sich dadurch weiterentwickeln kann. Er kennzeichnet sich durch eine sehr nervige, aufdringliche, besserwisserische und provozierende Art, mit der Adam zu kämpfen hat.

### Nebenfiguren
Perikles
Perikles ist fünf Jahre älter als Anaximander und ein Tutor der Akademie, der sie für die Aufnahmeprüfung vorbereitet hat. Er hat lange Haare, ist gut aussehend und wirkt sehr bedacht.
Hauptprüfer
Über den Charakter des Hauptprüfers lässt sich nichts sagen. Während der Prüfung zeigt er sich neutral und kühl, hinterfragt Anaximanders Aussagen jedoch in einer provokanten Weise.

## Literarische Kritik
Das neue Buch Genesis erhielt ein insgesamt positives Presseecho.
(The Guardian) lobte die »kühle und neutrale Erzählweise« (The Guardian). (Publishers Weekly) gefiel das »überwältigende und unerwartete Ende, welches eine willkommene Abwechslung zur familiären Situation darstellt« (Publishers Weekly). (Kirkus Reviews) stellte fest, das Buch sei »mehr mit philosophischem Inhalt als mit tatsächlicher Handlung gewichtet, wobei die Idee einer zerstörten Welt und die Rolle, die die Technologie in dem Roman spielt, sehr überzeugend sind« (Kirkus Reviews).

## Nominierungen und Auszeichnungen
| Datum | Nominierung / Auszeichnung                                 |
| ----- | ---------------------------------------------------------- |
| 2007  | Esther Glen Award                                          |
| 2007  | New Zealand Post Book Awards for Children and Young Adults |
| 2010  | Prix Sorcières                                             |